# Alessandro Passaré
Alessandro Passaré (Milano, 8 luglio 1927 – Milano, 28 luglio 2006) è stato un collezionista d'arte, medico e viaggiatore italiano.

## Biografia

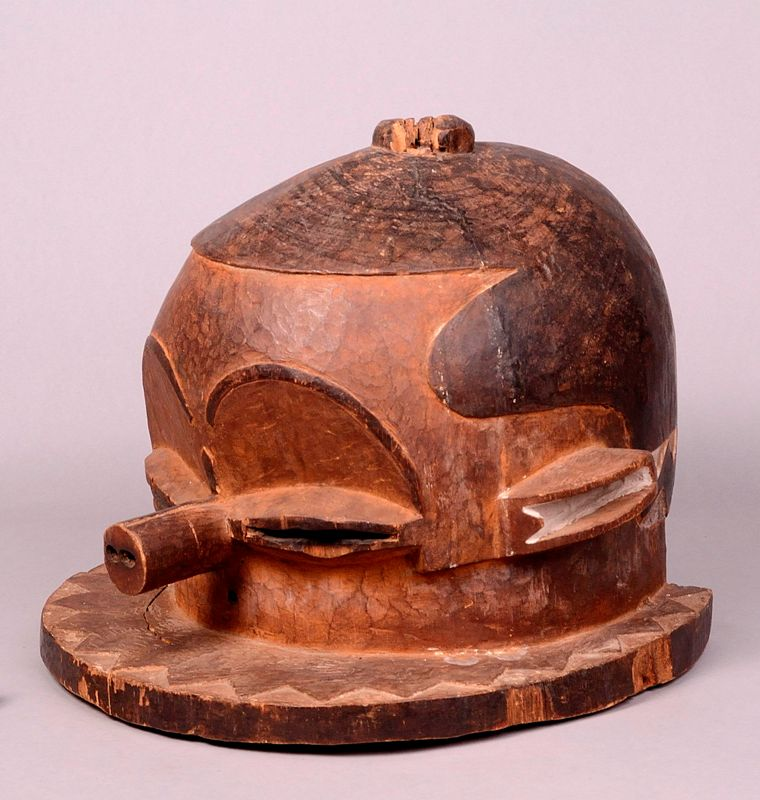
Maschera etnia Pende (Repubblica Democratica del Congo) nella collezione Passaré

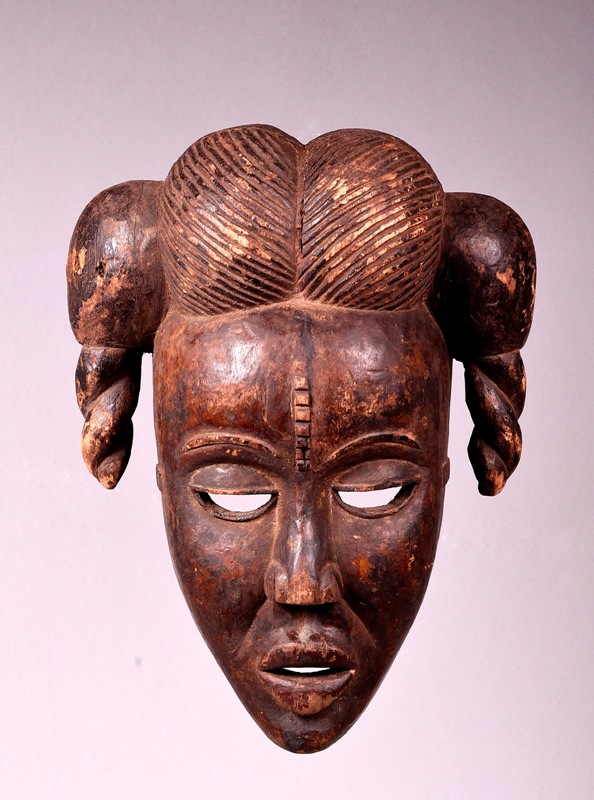
Maschera facciale rappresentante un volto femminile, etnia Anang (Nigeria) nella collezione Passaré

Alessandro Passaré, medico e viaggiatore milanese, a partire dalla fine degli anni cinquanta iniziò a collezionare arte contemporanea. A favorire questa passione furono sicuramente le frequentazioni milanesi di quelli che sono stati i luoghi di ritrovo dei giovani artisti dell'epoca nella città meneghina come l'Accademia di Brera e il Bar Giamaica; ed è proprio in quegli anni che sboccia una profonda amicizia con il pittore Sergio Dangelo. Tra gli artisti frequentati da Passaré figurano Orazio Bacci, Hsiao Chin, Ho Kan, Wifredo Lam e Lucio Fontana. Anche la professione di medico lo porterà ad avere contatti diretti con vari esponenti del panorama culturale cittadino tra cui l'artista Piero Manzoni a cui stilerà il certificato di morte.
Della sua collezione di arte moderna, in gran parte rivenduta da Passaré stesso, ci rimangono poche ma significative tracce. Tra di esse sono presenti diverse opere degli artisti appena ricordati e di Alberto Burri ed Enrico Baj; a cui si aggiungono capolavori di diverse avanguardie storiche come una tela del futurista Pippo Oriani e un disegno di Carlo Carrà ed uno di Pablo Picasso.
Oltre alla passione per l'arte contemporanea, Passaré coltivò negli anni successivi anche quella per l'Africa e la sua arte. Incomincia a documentarsi assiduamente fino a mettere insieme una nutrita biblioteca specializzata in materia. Compì numerosi viaggi nel continente africano, ed in particolare nella parte sahariana, che vengono documentati dettagliatamente nei suoi diari di viaggio e si dedicò con passione alla collezione di opere d'arte africana vendendo parte della sua collezione di arte contemporanea per poter ampliare la sua nuova collezione acquistando pezzi dell'arte primaria sia nei luoghi d'origine sia sulle maggiori piazze europee.
La Fondazione Passaré, nata dopo la sua morte, ha stipulato con il Comune di Milano la concessione in comodato gratuito di oltre trecento pezzi della collezione di arte africana. Con la mostra Mal d'Africa. Alessandro Passaré. La costruzione di una collezione parte della collezione è stata esposta nel 2012 presso il Castello Sforzesco.